# Aleksander Łubieński (dyplomata)
Aleksander Jan Marian Łubieński h. Pomian (ur. 6 sierpnia 1894 w Warszawie, zm. 26 lutego 1951 w Południowej Afryce) – hrabia, major dyplomowany, dyplomata.

## Życiorys

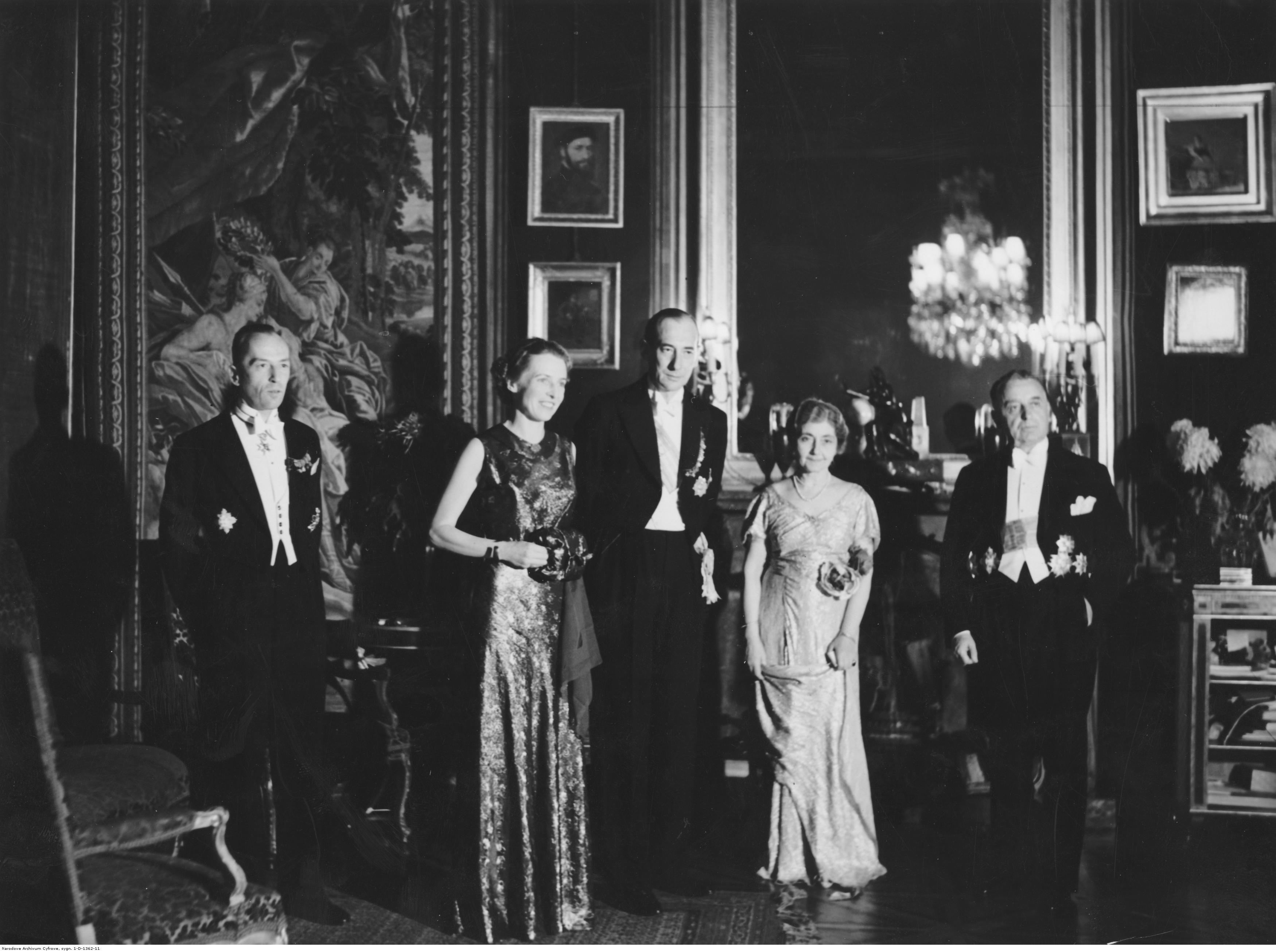
Wizyta ministra spraw zagranicznych Rumunii Victora Antonescu 26 listopada 1936 r. Aleksander Łubieński 1. z lewej.

Urodził się w rodzinie Władysława (1866–1919) i Leonii Goldstand (ur. 1874). Ukończył Gimnazjum Filologiczne w Warszawie, Szkołę Nauk Politycznych w Paryżu i Wyższą Szkołę Wojskową w Warszawie, po czym wstąpił do armii rosyjskiej, w której służył w latach 1915–1917, po czym wystąpił do I Korpusu Polskiego w Rosji, a wraz z nim do tworzonego Wojska Polskiego. W latach 1923–1925 piastował stanowisko attaché wojskowego w Finlandii, w latach 1929–1933 zastępcy attaché wojskowego we Francji. 1 stycznia 1933 odkomenderowany z Ministerstwa Spraw Wojskowych do Ministerstwa Spraw Zagranicznych. Od 1 lipca 1933 radca ministerialny, od 1 lutego 1934 kierownik referatu, od 1 sierpnia 1935 zastępca dyrektora, od 1 stycznia 1939 p.o. dyrektora protokołu dyplomatycznego MSZ.
Od 11 stycznia 1926 był mężem Haliny z Wisłockich (1899–1966).

## Ordery i odznaczenia
- Krzyż Walecznych (dwukrotnie)[1]
- Złoty Krzyż Zasługi[1]
- Medal Niepodległości (25 lipca 1933)[6][1]
- Srebrny Krzyż Zasługi (2 marca 1925)[7][1]
- Krzyż Zasługi Wojsk Litwy Środkowej[1]
- Medal Pamiątkowy za Wojnę 1918–1921[1]
- Medal Dziesięciolecia Odzyskanej Niepodległości[1]
- Brązowy Medal za Długoletnią Służbę[4]
- Krzyż Wielki Orderu Korony Rumunii (Rumunia)[4]
- Wielki Oficer Orderu Świętych Maurycego i Łazarza (Włochy)[4]
- Wielki Oficer Orderu Gwiazdy Rumunii (Rumunia)[4]
- Wielki Oficer Orderu Słońca (Afganistan)[4]
- Orderu Gwiazdy Białej II klasy (Estonia)[8]
- Krzyż Komandorski 1. klasy Orderu Wazów (Szwecja)[4][9]
- Krzyż Komandorski z Gwiazdą Orderu Zasługi (Austria)[1]
- Krzyż Komandorski z Gwiazdą Orderu Zasługi (Węgry)[1]
- Krzyż Komandorski Orderu Krzyża Orła (Estonia)[1]
- Krzyż Komandorski Orderu Sławy (Tunezja)[1][10]
- Krzyż Oficerski Orderu Korony Rumunii (Rumunia, 1929)[11]
- Krzyż Oficerski Orderu Gwiazdy Rumunii (Rumunia)[4]
- Krzyż Oficerski Orderu Lwa Białego (Czechosłowacja)[1]
- Krzyż Oficerski Orderu Świętego Sawy (Jugosławia)[1]
- Krzyż Oficerski Orderu Legii Honorowej (Francja)[1]
- Krzyż Oficerski Orderu Białej Róży Finlandii (Finlandia)[1]
- Krzyż Oficerski Orderu Trzech Gwiazd (Łotwa)[1]
- Krzyż Kawalerski Orderu Świętego Sawy (Jugosławia, 1929)[12]